# Shadowside
Shadowside é uma banda brasileira de heavy metal formada em 2001 na cidade de Santos/SP. 
A banda já fez turnês pelos Estados Unidos e pela Europa, e já abriu shows de Nightwish, Helloween, Primal Fear, Shaman e Iron Maiden . A banda fez turnês por diversos países e tem 4 álbuns de estúdio lançados.

## Biografia
Formada na cidade de Santos/SP, a banda iniciou suas atividades oficialmente com o lançamento de um demo EP auto-intitulado em 2001. A jovem banda, então formada por apenas adolescentes, gerou curiosidade por parte do público após abrir para o Nightwish, no Credicard Hall em São Paulo, criando grande expectativa para seu primeiro álbum completo Theatre of Shadows, lançado no Brasil em 2005. O resultado foi uma turnê com a lendária banda alemã Helloween no Brasil e uma passagem rápida pelos Estados Unidos, onde eles começaram a ser chamados pelos fãs norte-americanos de "Brazilian Metal Hurricane".
A banda começou a ganhar notoriedade internacional em 2007, quando venceu o concurso Air Play Direct.
Porém foi apenas no segundo álbum que o Shadowside deixou de ser uma promessa e passou a ser realidade. Sendo um dos CDs de Metal mais vendidos no Brasil durante o mês de seu lançamento e aparecendo em diversas listas de melhores do ano da mídia especializada, a turnê do Dare to Dream incluiu diversas cidades no Brasil, Estados Unidos, Espanha, Romênia e Bósnia e Herzegovina, onde o show foi transmitido ao vivo para 250.000 pessoas.
No final de 2010, a Shadowside saiu em uma longa turnê europeia como convidados especiais da banda W.A.S.P. Os quase dois meses incluiram apresentações na Itália, Espanha, Alemanha, Holanda, Suiça, Inglaterra, Escócia, País de Gales, Irlanda, Irlanda do Norte, Hungria, Polônia, Lituânia, Estônia e Finlândia.
No início de 2011, a banda abriu para o Iron Maiden no Rio de Janeiro e aproveitou a oportunidade para apresentar ao público o que era na época seu mais recente material, Inner Monster Out. Produzido, mixado e masterizado por Fredrik Nordström em Gotemburgo, Suécia, o álbum conta com participações especiais de Roger Moreira (Ultraje a Rigor), Björn "Speed" Strid (Soilwork), Mikael Stanne (Dark Tranquillity) e Niklas Isfeldt (Dream Evil) na faixa título. O álbum foi lançado em 2011 no Brasil pela gravadora Voice Music e mundialmente em 2012, pelas gravadoras Inner Wound Recordings (Europa e América do Norte) e Spiritual Beast (Japão). O álbum alcançou a 26ª colocação nas paradas dos álbuns de Metal mais vendidos no Japão, de acordo com a revista BURRN!, alcançou a 9ª colocação dentre os álbuns mais tocados nas paradas do chart Loud Rock do CMJ e venceu o prêmio 11th Annual Independent Music Awards como "Melhor álbum de Hardcore/Metal por votação popular. Inner Monster Out entrou para a lista dos trabalhos mais importantes na história do heavy metal nacional, segundo a revista Roadie Crew. O álbum Inner Monster Out veio com um som mais pesado e agressivo.
Em abril de 2012, a banda cancelou a sua participação no festival Metal Open Air, em São Luís, alegando não ter recebido cachê.
Em 2012, Dani Nolden foi eleita, pelo segundo ano consecutivo, a melhor vocalista feminina de rock, em votação popular no Whiplash!, o maior portal especializado do Brasil.
No início de 2013, a banda acompanhou as bandas alemãs Helloween e Gamma Ray em uma turnê pela Europa. Foram 36 shows entre Espanha, Grécia, Alemanha, Suíça, Polônia, Hungria, Romênia, República Tcheca, Eslováquia, Eslovênia, Finlândia, Noruega, Suécia, Itália, Bulgária, Bélgica, França e Inglaterra.
Em outubro de 2015, o baixista sueco Magnus Rosén se juntou ao grupo. Magnus Rosén fez parte do grupo sueco Hammerfall de 1997 a 2007, com quem ganhou discos de ouro e uma indicação ao Grammy.
Em julho de 2017, a banda lança Shades of Humanity, gravado e produzido na Suécia sob a direção de Fredrik Nordström (Arch Enemy, Hammerfall, Evergrey) e Henrik Udd (Architects, Arch Enemy). O primeiro single foi "Alive", com videoclipe filmado e produzido no Adrenaline Studios em Orlando, nos Estados Unidos, pelo renomado diretor Daniel Stilling, conhecido por seus trabalhos no filme Perdido em Marte e no seriado Criminal Minds. O álbum recebeu várias premiações dos Melhores do Ano de 2017 ao redor do mundo, incluindo a do jornalista Carl Begai, do lendário site Bravewords (Canadá), The Metal Resource (Holanda), Headbangers Latinoamerica, entre outros, tendo figurado entre os 15 CDs de heavy metal mais vendidos do Brasil, ao lado de bandas como Deep Purple e Sepultura.
Entre maio e junho de 2018, a banda realiza tour de 29 shows em 46 dias nos Estados Unidos ao lado da lendária banda canadense Anvil.
Em maio de 2019, lançam o lyric video da música “The Fall”, que traz imagens da tour norte-americana.

## Integrantes[34]
- Dani Nolden – vocal (2001-atual)
- Fabio Buitvidas – bateria (2004-atual)
- Raphael Mattos – guitarra (2007-atual)
- Magnus Rosén  – baixo (2015-atual)

## Discografia[35]
Álbuns de estúdio
- 2005 - Theatre of Shadows
- 2009 - Dare to Dream
- 2011 - Inner Monster Out
- 2017 - Shades Of Humanity

EPs
- 2001 - Shadowside EP